# Милойковац
Милойковац или Долна Паскашия (на сръбски: Милојковац) е село в община Пирот, Пиротски окръг, Сърбия. През 2011 г. населението му е 7 души.

## География
Селото е купно и се намира на 4,5 км северозападно от Цариброд.

## История
До прокарването на границата по Берлинския договор от 1878 година селото се нарича Паскашия или Паска шия и е идентично с едноименното село в днешната община Цариброд.
През третата четвъртина на ХV век селото е записано като Паска шиа и е хас в „Костадин или“ (земята на Костадин, по-късно Кюстендил), за който се уточнява, че преди това е спадал към пернишката мукта. Селото се споменава като Паскашие в османски джелепкешански регистър от 1576 година. По това време в Паскашие има двама джелепкешани – Пею Малко и Таню Стайке с по 50 овци. В регистър на войнушките бащини от 1606 година се споменават бащините на: Станко Йовкин, Кралче, син Пенин, Станимир Пейчин, Нено, син Йовкин и Петко, син Милкин.
При прокарването на границата по Берлинския договор землището на Паскашия е разделено на две, като селото остава на сръбска територия, а значителна част от имотите – на българска. Една част от жителите се премества в българска територия, на около 600 метра източно от старото село. Новото село започва да се нарича Горна Паскашия, а старото – Долна Паскашия. Непосредствено след това сръбските власти преименуват селото на Милойковац, на името на сръбския офицер Милойко. Милойковчани са подложени на сърбизация.
Според сръбския автор Мита Ракич в 1879 година Милойковац има 22 къщи и 186 жители (105 мъже и 81 жени). Всички са неграмотни.
През 1915 – 1918 и 1941 – 1944 година селото е в границите на военновременна България. През 1916 година, по време на българското управление на Моравско, Милойковец е част от Чиноглавска община на Пиротска селска околия и има 80 жители.

## Население
- 1948 – 81 жители.
- 1953 – 80 жители.
- 1961 – 68 жители.
- 1971 – 49 жители.
- 1981 – 28 жители.
- 1991 – 13 жители.
- 2002 – 7 жители.

При преброяването от 2002 година 7 от жителите са записани като сърби, а един – като българин.